# شارل-لوئی فیلیپ
شارل-لوئی فیلیپ (به فرانسوی: Charles-Louis Philippe) شاعر و رمان‌نویس قرن نوزدهم میلادی اهل فرانسه است.